# 寒河江為広
寒河江 為広（さがえ ためひろ、旧字体：為廣）は室町時代から戦国時代の武将。寒河江氏12代。寒河江城主5代。

## 生涯
寒河江元高の次男として生まれるが、長兄寒河江高重の死により寒河江氏を継いだ。高重の没年が不明の為相続時期は不明。応永20年（1413年）大沼大行院の本社を再建したという。
伊達氏は応仁元年（1467年）から文明4年（1472年）までの間に国分氏を3度攻めて和睦するが、この争いに際して寒河江氏庶流の白岩満教は国分氏を支援した。
文明11年（1479年）伊達氏の侵攻を受ける。この時一族内で結束に乱れがあり、慈恩寺弥勒堂に誓書を納めている。この時は寒さにより干戈を交えず撤退した伊達氏だが、翌文明12年（1480年）春、再び攻め寄せる。庶流の左沢氏・溝延氏と共に伊達軍を寒河江荘奥深くに引き込み、伊達側大将桑折播磨守宗義を打ち取って撃退した（菖蒲沼の戦い）。同年桑折播磨守の子息が最上満氏に仲介を依頼し、菩提を弔う時宗松蔵寺が慈恩寺近くに開かれた。
文明18年（1486年）9月8日に没し跡を寒河江知広が継いだ。

## 系譜
- 父： 寒河江元高 - 兵部少輔。長禄元年（1457年）12月没。千手院殿大舟江公。
- 母： 不詳
- 妻： 不詳
  - 知広 - 長男。出羽守。寒河江城主6代。娘は中野氏に嫁いだとされる。長門大寧寺末として澄江寺建立。法名澄江寺殿高嶽棟公。
  - 幸道[6] - 2男。慈恩寺別当坊35代。

## 関連資料
- 寒河江市史編纂委員長 阿部酉喜夫『寒河江大江氏』、1988
- 寒河江市史編さん委員会『寒河江市史 上巻』、1994
- 寒河江市史編さん委員会『寒河江市史 大江氏ならびに関係史料』、2001